# رزویل (اکلاهما)
رزویل (به انگلیسی: Rossville) یک منطقهٔ مسکونی در ایالات متحده آمریکا است که در شهرستان لینکلن، اکلاهما واقع شده‌است.